# Ljøsøyna
Ljøsøyna est une île dans le landskap Sunnhordland du comté de Vestland. Elle appartient administrativement à Øygarden.

## Géographie
Rocheuse et couverte d'une légère végétation, elle s'étend sur environ 1,095 km de longueur pour une largeur approximative de 364 m.